# El país de l'aigua
El país de l'aigua (títol original: Waterland) és una pel·lícula del Regne Unit basada en la novel·la Waterland de 1983 escrita per Graham Swift. La cinta va ser estrenada el 1992, dirigida per Stephen Gyllenhaal i protagonitzada per Jeremy Irons i Sinéad Cusack que interpreten Tom Crick i Mary Crick, respectivament. Ha estat doblada al català.

## Argument
Tom Crick és un professor d'història en un col·legi anglès, l'apatia dels seus alumnes l'inciten, al principi, a narrar a la seva classe alguns records excitants de la seva joventut, però amb els dies i els recents problemes amb la seva esposa Mary, apareix un Tom turmentat que necessita esplaiar-se, per això les històries canvien a poc a poc fent-se més complexes i tèrboles, sortint a flot tot el traumàtic passat, a les terres pantanoses de l'Est d'Anglaterra.

## Repartiment
- Jeremy Irons: Tom Crick
- Sinéad Cusack: Mary Crick
- Grant Warnock: Tom, de jove
- Lena Headey: Mary, de jove
- Callum Dixon: Freddie Parr
- Sean Maguire: Peter
- Ross McCall: Terry
- Camilla Hebditch: Shirley
- David Morrissey: Dick Crick
- John Heard: Lewis Scott
- Maggie Gyllenhaal: Maggie Ruth
- Ethan Hawke: Mathew Price
- Cara Buono: Judy Dobson

## Rebuda
- Premi Sant Jordi de Cinema de 1994 al millor actor estranger per Jeremy Irons (compartit amb M. Butterfly (1993) i Fatale (1992)).
- Crítica: "Comença bé però a meitat del relat el guió fa aigües i l'avorriment t'inunda."[3]